# Emma Hodcroft

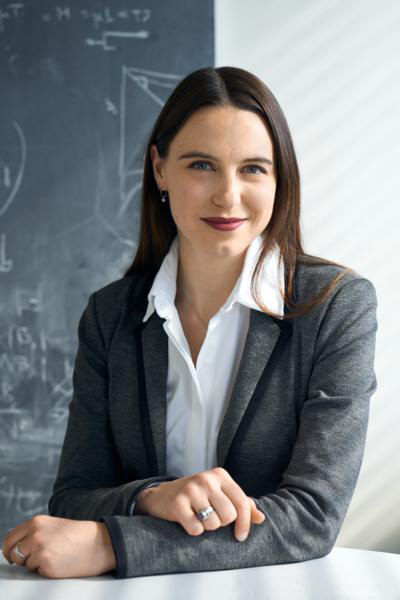
Emma Hodcroft (2020)

Emma Hodcroft (* 28. Juli 1986 in Stavanger, Norwegen) ist eine britisch-US-amerikanische Genomische Epidemiologin am Institut für Sozial- und Präventivmedizin der Universität Bern und Pionierin im Bereich Open Science. Sie hat das Computer-Programm Nextstrain mitentwickelt, das die Mutationen und damit die Übertragungsketten des SARS-CoV-2 verfolgt.

## Leben und Wirken
Emma Hodcroft ist die Tochter der Amerikanerin Ellen Louise Boyer und des Briten Kenneth Joseph Hodcroft. Ihre Kindheit verbrachte sie halbjährlich abwechselnd beim Vater in Schottland und bei der Mutter in Texas. Sie hegt eine Faszination für Biologie, Evolution sowie Programmierung und ist nach eigener Aussage stolze Feministin und mag Debatten zu kontroversen Themen.
Seit November 2020 ist Hodcroft als Postdoktorandin am Institut für Sozial- und Präventivmedizin der Universität Bern tätig. Davor war Hodcroft Postdoktorandin am Biozentrum der Universität Basel und arbeitete mit Richard Neher zusammen. Der Großteil ihrer bisherigen Forschung beschäftigt sich mit der Phylogenetik, der molekularen Epidemiologie und der Simulation von HIV. Zuvor war Hodcroft an der PANGEA_HIV-Initiative beteiligt, die von der Bill & Melinda Gates Foundation finanziert wird.
Aktuell (2020) arbeitet Emma Hodcroft an Nextstrain. Zuvor war sie stark an der Ausweitung von Nextstrain auf die Arbeit mit Bakterien beteiligt (und hat dabei auch einige Tuberkulose-Arbeiten durchgeführt) und sie war Teil eines großen modularen Refactors des Augur- und Auspice-Codes. In jüngerer Zeit hat sie am Enterovirus-D68 gearbeitet.
Zur Zeit der Pandemie arbeitete sie Vollzeit an SARS-CoV-2 und ist Teil des Nextstrain-Teams.

## Werdegang
Emma Hodcroft machte ihren Bachelor-Abschluss in Biologie 2008 an der Texas Christian University (TCU). Dort half sie, das Purple Bike Program aufzubauen – eine grüne Initiative, die Studierenden kostenlos Fahrräder zur Verfügung stellt. Ebenfalls war sie als Tutorin für Java-Programmierung tätig.
Anschließend arbeitete sie als Forschungsassistentin bei John Horner und untersuchte, wie fleischfressende Sarracenia alata-Kannenpflanzen ihre Beute anziehen, sowie die genetische Vielfalt der Sarracenia-Populationen im Süden der USA.
2009 wechselte sie von Texas nach Edinburgh, Schottland, und machte 2010 ihren Master-Abschluss mit Auszeichnung an der Universität Edinburgh im Studiengang Quantitative Genetik und Genomanalyse.
2010 nahm sie eine einjährige Forschungsassistenzstelle bei Andrew Leigh Brown zur Untersuchung der Virulenz bei HIV an. 2011 begann sie ihre Doktorarbeit bei ihm und verteidigte sie im Mai 2015. Hierzu entwickelte sie eine neue Technologie, mit der 8500 Sequenzen von HIV-Positiven betrachtet werden können. Auch hat sie ihre Doktorarbeit in einem 3-minütigen Video präsentiert – eine Idee der Universität Queensland.
Ihre erste Postdoktorandin-Stelle schloss sie mit der PANGEA_HIV-Initiative ab.  Sie setzte sie im Labor von Andrew Leigh Brown fort, wo Hodcroft ein realistisches, stochastisches, agentenbasiertes Modell zur Simulation von HIV-Epidemien in Afrika südlich der Sahara entwickelte. Nach ihrer Tätigkeit an der Universität Basel bei Richard Neher wechselte sie im November 2020 als Postdoc an die Universität Bern.
Während der COVID-19-Pandemie wurde Hodcroft einer breiten Öffentlichkeit bekannt. Sie hat in zahlreichen Interviews und TV-Beiträgen über die Mutation und Verbreitung des Virus aufgeklärt und auf dieser Basis Einschätzungen zu den weltweiten Maßnahmen getroffen.